# بيت الشيف
بيت الشيف قصة قصيرة من تأليف ريموند كارفر.

## ملخص
يذهب ويس، وهو رجل في منتصف العمر ليعيش بجوار المحيط بينما يحاول التعافي من إدمانه على الكحول. ويستأجر ويس منزلًا من مدمن اخر متعافي من الكحول، ويدعى الشيف، وبدأ ويس بدعوة زوجته إدنا والتي لم يكن معها منذ أكثر من عامين للحضور والعيش معه. وقد وافقت على ذلك وقضوا صيف سعيد للغاية معًا حتى يخبره الشيف انه يتعين عليهم المغادرة بحلول نهاية الشهر حتى يتمكن من منح المنزل لابنته ليندا. ربط ويس نجاح تعافيه بالمنزل، ويأخذ الأخبار بشكل سيء ويجب أن يقرر ما إذا كان سيستمر في نجاحه أو يستسلم للشرب مرة أخرى.

## الخلفيه
نُشرت قصة بيت الشيف في الأصل في مجلة «نيويوركر» في عددها الصادر في 30 نوفمبر 1981، وكانت أول قصص كارفر ظهرت في هذه المجلة. وفي وقت لاحق، تم نشرهها في كاتدرائية مجموعات القصص القصيرة في عام 1983 وقصة اين اتصل في عام 1988.

## الشخصيات
ويس - إحدى الشخصيات الأساسية مدمن على الكحول؛ ويكافح من أجل تأسيس هويته الخاصة بصرف النظر عن الكحول و بيت الشيف طوال القصة
إدنا ـ تترك زوجة ويس حبيبها الحالي وحالة السلم لمنح ويس فرصة أخرى في فصل الصيف
الشيف - مدمن كحول متعافى ويؤجر منزله إلى ويس
ليندا - ابنة الشيف وتسمى أيضًا (ليندا السمينه)«فات ليندا»
شيريل وبوبي - أبناء ويس وإدنا مذكورين في القصة بصورة عابره

## المواضيع
يوجد العديد من الموضوعات في بيت الشيف وكلها مترابطة بشكل وثيق.
الكحول
يلعب الكحول دورًا رئيسيًا في القصة القصيرة، وعلى الرغم من حقيقة كلمة الكحول نفسها لم تظهر أبدًا. وتظهر كلمات أخرى مثلها: «مدمن على الكحول» و «شراب» و «شرب» و «سكران» و «رصين» وتظهر في وقت ما، ولكن لا تظهر أبدًا كلمة «كحول». وقد كان ويس مدمن كحول يتعافى ويحضر اجتماعات «لا تشرب» مع الشيف، وهذا يعني أن زواجه من إدنا فشل أصلاً بسبب شربه للكحول، وانفصل أطفاله عنه لنفس السبب. بينما كان ويس ناجحًا بشكل مبهر في الأصل في التوقف عن الشرب فإنه في نهاية القصة تراه يتراجع نحو قرار الشرب مرة أخرى بسبب آماله المحطمة والشعور الهش بالهوية.
هوية
يكاد يكون موضوع الهوية أكثر ظهورا في القصة من الكحول.ولكن لم يتمكن ويس القدرة على إنشاء هوية فردية بصرف النظر عما هو موجود في حياته وربما لانه كان متزوجا ولديه طفلان في عمره التاسع عشر. وقد وجد في الاصل هويته في الكحول ويمكنه استبدالها بهويه تكمن في منزل تشيف.ويرمز منزل تشيف إلى ويس تعافيه وسلامته وتوفير حياه أفضل له، ومع هذا بغض النظر عما يعني له المنزل من قيمة لايمكنه الهروب من حقيقة ان هذا المنزل ومابداخله في النهاية ملك للشيف، وبالتالي لايمكنه ابدا ان تكون هويته هنا.وهذا الإدراك بدأ يدمر ويس ويجعله يعود إلى هويته الحقيقيه المتعلقه بإدمانه على الكحول
البدء من جديد
ويرتبط في هذه القصة البدء من جديد بفكرة الهوية بمعنى أن يحاول شخص ما خلق حياة أخرى ورؤية جديدة لنفسه. ولكن عند نهاية القصة، قد فقد ويس كل إيمانه بإمكانية أن يبدأ أي فرد حقًا من جديد ومنذ ذلك الحين وعلى حد تعبيره قال «لو كنت شخصًا آخرا لما تمنيت أن اكون انا ولكنني انا هو ما أنا عليه».و الخوض في «ماذا لو» والتظاهر بالبدء من جديد هي محاولة أن تصبح شخصًا آخر وأن تعيش حياة شخص آخر. ويرى ويس هذا على أنه غير معقول، وبالتالي يتخذ قرار الاستسلام لـ «الذات» التي كانت في الأصل مدمنه على الكحول.
السرد القصصي
لطالما كان فن سرد القصص جزءًا مهمًا من قصص ريموند كارفر. و بيت الشيف فريدة من نوعها، ومع ذلك، على عكس معظم قصصه، فإن الحوار بين الشخصيات لم يوضع بين علامات الاقتباس. وهكذا، تبدو القصة بأكملها أشبه بسرد إدنا جميع تفاصيلها لصديقه بعد حدوثها، وبدلاً من الأحداث التي تحدث في الوقت الفعلي. فريده من نوعها أيضًا، وحقيقة أنه إدنا هي من تسرد القصة، وليس ويس. تأتي معظم أعمال كارفر من منظور ذكري وفي معظم الأحيان من مدمن الكحول، بدلا من زوجة مدمن الكحول. وهذه الاختلافات تعطي لمسة خاصة على بيت الشيف وتعزز التساؤلات عن الهوية من جميع تفاصيل القصة.